# Mayaca
Mayaca Aubl., 1775 è un genere di piante angiosperme dell'ordine Poales, unico genere della famiglia Mayacaceae Kunth.

## Tassonomia
Il genere comprende le seguenti specie:
- Mayaca baumii Gürke
- Mayaca fluviatilis Aubl.
- Mayaca kunthii Seub.
- Mayaca longipes Mart. ex Seub.
- Mayaca sellowiana Kunth